# 45 Wojskowy Oddział Gospodarczy
45 Wojskowy Oddział Gospodarczy im. ppłk Marii Trojanowskiej (45 WOG) – jednostka wojskowa sformowana do zabezpieczenia finansowego i logistycznego jednostek wojskowych w przydzielonym rejonie odpowiedzialności: garnizony Skwierzyna, Międzyrzecz, Wędrzyn.
44 WOG jest jednostką budżetową w rozumieniu ustawy o finansach publicznych (na podstawie Statutu oraz ustanowienia dysponenta III stopnia przez Ministra Obrony Narodowej)

## Formowanie i zmiany organizacyjne
21 czerwca 2011 jednostka budżetowa „45 WOG w Wędrzynie” połączona została z jednostkami budżetowymi: 
- 17 Brygadą Zmechanizowaną w Międzyrzeczu,
- Ośrodkiem Szkolenia Poligonowego Wojsk Lądowych Wędrzyn w Wędrzynie.

## Zadania
45 Wojskowy Oddział Gospodarczy to jednostka specjalistyczna, utworzona w celu realizacji zadań finansowo-gospodarczych na rzecz jednostek wojskowych stacjonujących w swoim rejonie odpowiedzialności, w zakresie:
- obsługi finansowej;
- infrastruktury wojskowej;
- zabezpieczenia materiałowego i technicznego;
- zabezpieczenia medycznego;
- zadań mobilizacyjnych;
- ochrony obiektów

Świadczy również usługi na rzecz ćwiczących jednostek wojskowych na Ośrodku Szkolenia Poligonowego Wojsk Lądowych w Wędrzynie.

## Tradycje
Decyzją Ministra Obrony Narodowej nr 322/MON z 9 października 2012 roku wprowadzono odznakę pamiątkową i oznakę rozpoznawczą
45 Wojskowego Oddziału Gospodarczego.
Decyzją Ministra Obrony Narodowej nr 126/MON z 21 kwietnia 2016 roku wprowadzono zmiany dotyczące wzorów oznaki rozpoznawczej na mundur wyjściowy i polowy.

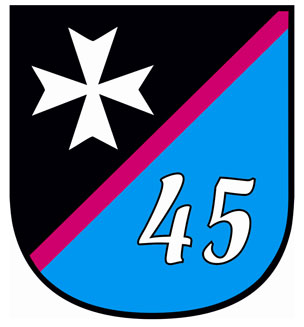
Oznaka rozpoznawcza z 2012 roku
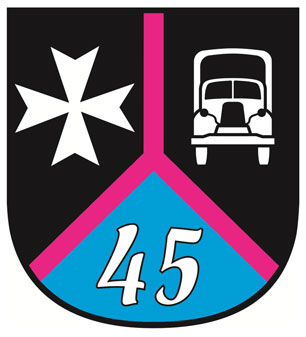
Oznaka rozpoznawcza na mundur wyjściowy z 2016 roku
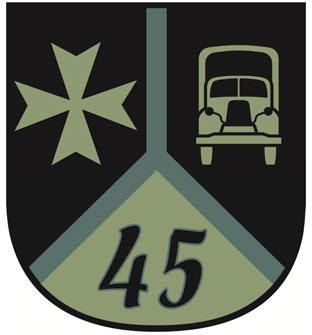
Oznaka rozpoznawcza na mundur polowy z 2016 roku

Zgodnie z decyzją Ministra Obrony Narodowej nr 161/MON z 20 maja 2016 roku, 45 Wojskowy Oddział Gospodarczy przejął dziedzictwo i z honorem kultywuje tradycje 316. kompanii transportowej Pomocniczej Służby Kobiet 2 Korpusu Polskiego.
11 października 2018 roku w Sulęcinie odbyło się wręczenie sztandaru ufundowanego przez społeczność Ziemi Sulęcińskiej dla 45 Wojskowego Oddziału Gospodarczego.
Decyzją Ministra Obrony Narodowej nr 13/MON z 4 lutego 2020 roku 45. Wojskowy Oddział Gospodarczy otrzymuje imię ppłk Marii Trojanowskiej, dowódcy 316. kompanii transportowej Pomocniczej Służby Kobiet 2 Korpusu Polskiego.

## Struktura
- komenda
- pion głównego księgowego
- pion ochrony informacji niejawnych
- logistyka
  - wydział planowania
  - wydział materiałowy
  - wydział techniczny
  - grupa transportowa
- sekcja wychowawcza
- sekcja zamówień publicznych
- sekcja zabezpieczenia teleinformatycznego
- sekcja inwentaryzacji
- sekcja medyczna
- wydział administracyjny
- wydział infrastruktury
- Grupa Zabezpieczenia Wędrzyn
- Grupa Zabezpieczenia Międzyrzecz
- Grupa Zabezpieczenia Skwierzyna[10]

## Komendanci
- ppłk Sławomir Lewicki (14 marca 2011 – 10 lipca 2015)
- ppłk Władysław Ostrowski (10 lipca 2015 - 24 stycznia 2017)
- płk Waldemar Kliszczak (24 stycznia 2017 - obecnie[11])[12]

## Podporządkowanie
- Inspektorat Wsparcia Sił Zbrojnych (14 marca 2011 - 31 grudnia 2011)
- 4 Regionalna Baza Logistyczna (1 stycznia 2012 - )